# Tammy Thomas
Tammy Thomas, (Yazoo City, Mississipi, 11 de gener de 1970) va ser una ciclista nord-americana especialista en el ciclisme en pista. Va aconseguir una medalla de plata als Campionats del món.
El 2002, es va veure involucrada en un cas de dopatge i va ser sancionada de per vida.

## Palmarès

### Resultats a laCopa del Món
- 2002
  - 1a a Sydney, en velocitat
  - 1a a Cali, en 500 metres